# Thomas Ahlström
Thomas Ahlström (17 de julho de 1952) é um ex-futebolista sueco que atuava como meio-campo. Atuou pela Seleção Sueca de Futebol na Copa do Mundo FIFA de 1974.
Foi o artilheiro da Allsvenskan 1983, com 16 gols, jogando pelo IF Elfsborg.